# Ombra felice (Mozart)

Ombra felice, K.255 (« Ombre heureuse ») est un air de concert, de forme récitatif et aria, composé par Wolfgang Amadeus Mozart en septembre 1776 pour le castrat Francesco Fortini lors de son passage à Salzbourg, avec sa troupe ambulante. L'air raconte les adieux déchirants d'Énée à sa maîtresse, la Reine Didon, à Carthage qu'il devait quitter pour suivre sa destinée (aller fonder le Royaume de Rome), sur l'ordre du Dieu Hermès. Il était destiné à être incorporé dans Didone abbandonata, un opera-seria de Michele Mortellari (it).

## Description
L'air commence par un récitatif de 23 mesures, accompagné à l'orchestre. S'ensuit l'air constitué d'une série de passages dans le style galant du rondeau, aux tempos différents
- mesures 24 à 46 : Andante Moderato
- mesures 47 à 74  : Allegro assai
- mesures 75 à 97 :  Andante moderato
- mesures 98 à 131 :  Allegro assai
- mesures 132 à 142 :  Andante moderato
- mesures 143 à 156 :  Allegro assai
- mesures 157 à 165  : Andante moderato
- mesures 166 à la fin (178)  : Allegro assai

Le thème de l'Andante moderato sert de refrain au rondeau.

Refrain du Rondeau

La partition de l'édition de Kneusslin chez Luck's Music Library contient beaucoup d'annotations relatives à l'interprétation : liaisons, nuances (forte, piano, forte-piano et cres.), notes piquées comme c'est l'habitude chez Mozart. Pour autant, l'écriture est du style baroque (existence d'un récitatif accompagné, places pour l'ornement libre avec de nombreux points d'orgue).

## Orchestration
L'orchestre est constitué de deux hautbois, deux cors en fa, violons I et II, altos, violoncelles et contrebasses. Il est souvent ajouté un clavecin en continuo.
L'air est de nos jours chanté par une voix d'alto ou de haute-contre.

## Texte de l'air
|           | Italien (original) | Français (traduction) |
| Récitatif | Ombra felice! tornerò a rivederti. Apri i bei lumi, e consola, deh, almeno in questo istante en un pietoso sguardo il fido amante. Porgimi la tua destra, un pegno estremo del tuo affetto mi dona. Ah, che la mia costanza or m'abbandona. Io ti lascio...                                                                                       | Ombre heureuse ! je reviendrai pour te revoir. Ouvre tes beaux yeux, et console, ah, au moins un instant, d'un regard plein de pitié le fidèle amant. Offre-moi ta main, comme dernière marque de ton affection, donne-la-moi. Ah, ma constance maintenant m'abandonne. Je te quitte... |
| Air       | Io ti lascio, e questro addio se sia l'ultimo no so. Ah, chi sa, bell'idol mio, se mai più ti rivedrò. Vengo, oh ciel! vengo, deh lascia, oh ciel! deh lascia, oh pene! per te sol, mio ben, pavento. Il più barbaro tormento, giusti dei, chi mai provò, Vengo, oh ciel! deh lascia, oh pene, il più barbaro tormento, giusti dei, chi mai provò | Je te quitte, et si cet adieu sera le dernier, je ne le sais. Ah, qui sait, mon bel amour, si je te reverrai jamais. Je viens, ô ciel ! je viens, ah, laisse-moi, ô ciel ! je viens, laisse-moi, ô douleur ! Pour toi seule, mon amour, je crains. C'est le tourment le plus barbare, dieux justes, que j'aie jamais éprouvé. Je viens, ô ciel, ah laisse-moi, ô douleur, c'est le tourment le plus barbare, dieux justes, que j'ai jamais éprouvé. |

## Éditions
La partition et le matériel d'orchestre ont été édités par F. Kneussllin.